# Spasskoje (Kraj Stawropolski)
Spasskoje (ros. Спасское) – wieś w Rosji, w Kraju Stawropolskim, w rejonie błagodarnieńskim. W 2010 liczyła 2482 mieszkańców.